# Suprunkivți, Camenița
Suprunkivți (în ucraineană Супрунківці) este localitatea de reședință a comunei Suprunkivți din raionul Camenița, regiunea Hmelnîțkîi, Ucraina.

## Demografie
Componența lingvistică a localității Suprunkivți
     Ucraineană (99,2%)
     Alte limbi (0,8%)
Conform recensământului din 2001, majoritatea populației localității Suprunkivți era vorbitoare de ucraineană (99,2%), existând în minoritate și vorbitori de alte limbi.